# 1996 JK1
1996 JK1 är en asteroid i huvudbältet som upptäcktes den 15 maj 1996 av NEAT vid Haleakalā-observatoriet.